# Albahraoyine
Albahraoyine (franska: Albahraoyine (CR), Albahraoyine (Commune Rurale), arabiska: البحراويين) är en kommun i Marocko.   Den ligger i provinsen Fahs-Anjra och regionen Tanger-Tétouan-Al Hoceïma, i den norra delen av landet, 220 km nordost om huvudstaden Rabat. Antalet invånare är 10 368.